# Eronia gaea
Eronia gaea is een vlindersoort uit de familie van de Pieridae (witjes), onderfamilie Pierinae.
Eronia gaea werd in 1865 beschreven door C. & R. Felder.